# Apple IIc Plus
L'Apple IIc Plus va ser el sisè i últim model de la línia de l'Ordinador personal Apple II produït per Apple Computer. El nom "Plus ", era una referència a les característiques addicionals que ofereix amb relació a la capacitat d'emmagatzematge de l'Apple IIc original, per l'augment de la memòria RAM i el disc (una unitat de disc, de 3" 1/2, en substitució de l'anterior de 5 "1/4), l'augment de la velocitat de processament i, en general estandardització dels components del sistema.

## Història

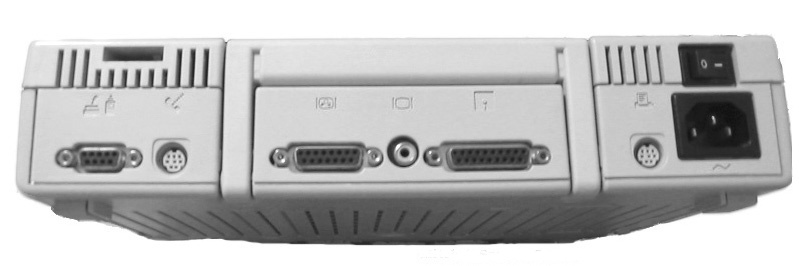
Ports d'expansió, connector estàndard AC, ports sèrie(mini DIN-8).

En un notable canvi de direcció, l'Apple IIc Plus, en gran part, va introduir una nova tecnologia encara que no va representar cap avanç evolutiu de la sèrie Apple II, sinó que simplement es va unir als dispositius existents del disseny original de l'Apple IIc. El desenvolupament d'una màquina 8 bits ha estat objecte de crítiques dins del ram, per la gent més interessada en ser molt més avançat l'Apple IIGS de 16 bits. No obstant això, atès que un IIGS portàtil podria haver afectat les vendes del Macintosh i da'altra banda s'havia d'enfrontar a la competència agressiva dels nous models clònics de VTechː el Laser 128, la resposta va ser fer una versió amb més prestacions i amb "alimentació incorporada". No obstant això, per diverses raons, incloent la comercialització (o la manca d'ella), el IIc Plus va ser de curta durada en comparació amb els seus predecessors.

## Especificacions tècniques

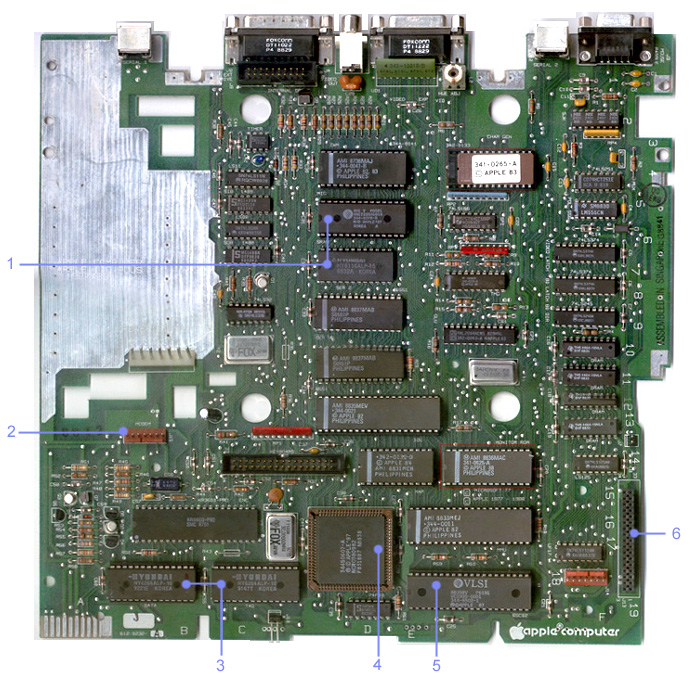
Placa IIc Plus, normalment inaccessible.- 1: IWM amb el seu SRAM de 2KB,2: cable mòdem intern, 3: doble memòria cache de 8 KB per la CPU, 4: accelerador ASIC, 5: 65C02 a 4 MHz i 6: connector d'expansió de memòria.

## Especificacions tècniques[4]

### Microprocessador
- 65C02 funcionant a 1 MHz o bé a 4 MHz (seleccionable per l'usuari)
- 8 KB de memòria cache SRAM (16 KB instal·lats, 8 KB per TAG / DATA)
- bus de dades de 8-bit

### Memòria
- 128 KB de RAM (integrada)
- 32 KB ROM (integrada)
- Ampliable de 128 KB a 1,125 MB de RAM

- 40 i 80 columnes de text, amb 24 línies ¹
- Baixa resolució: 40 × 48 (16 colors)
- Alta Resolució: 280 x 192 (6 colors) *
- Doble-Baixa-Resolució: 80 × 48 (16 colors)
- Doble alta resolució: 560 x 192 (16 colors) *

- 140 x 192 en color (efectius), a causa de les restriccions de col·locació dels píxels

¹ El text pot ser barrejat amb modes gràfics, en substitució de qualsevol de les 8 o 32 línies de fons, depenent de la mode de vídeo

### Àudio
- Altaveu incorporat, DAC d'1-bit
- volum ajustable (manual botó lliscant)

## Emmagatzematge integrat
- unitat de disquet Intern de 3,5
- 800 KB, de doble cara
- Expulsió motoritzada / acte-inserció

### Connectors interns
- Bus memòria IIc, a més de connector de targeta d'expansió (34-pin)
- Mòdem intern

### Xip controlador especialitzat
- IWM (Integrated Wozniak Machine) per a les unitats de disquet
- MIG (Magic Interface Glue) amb 2 KB de SRAM, per unitat de disc "dumb" de 3,5
- Xip Dual ACIA 6551 para I/S seriï

### Connectors externs
- Joystick / ratolí (DE-9)
- Impressora, sèrie-1 (mini DIN-8)
- Mòdem, sèrie-2 (mini DIN-8)
- Port de Video expansió (D-15)
- Unitat de disquet SmartPort (D-19)
- Sortida de vídeo compost NTSC (connector RCA)

| UCP            | WDC 65C02 en l'1,00 o 4,00 MHz (seleccionable per l'usuari)                                                                        |
| RAM            | 128 KB (base) - 1 megaoctet (màxim)                                                                                                |
| ROM            | 32 KB |
| Teclat         | 62 tecles amb tecles de cursor |
| Gràfics        | text: 40x24 o 80x24 línies, gràfics: 40x48 (16 colors)/80x48 (16 colors)/280x192 (6 colors)/140x192 (16 colors)/560x192 (monocrom) |
| So             | canal (altaveu integrat) |
| Connectors     | Video Display, joystick/ratolí, monitor RGB, unitat de disc, de 2 ports RS232C.                                                    |
| Emmagatzematge | 1 disc de 3 "1/2, 800 KB amb expulsió de disc per programari.                                                                      |

## Accessoris

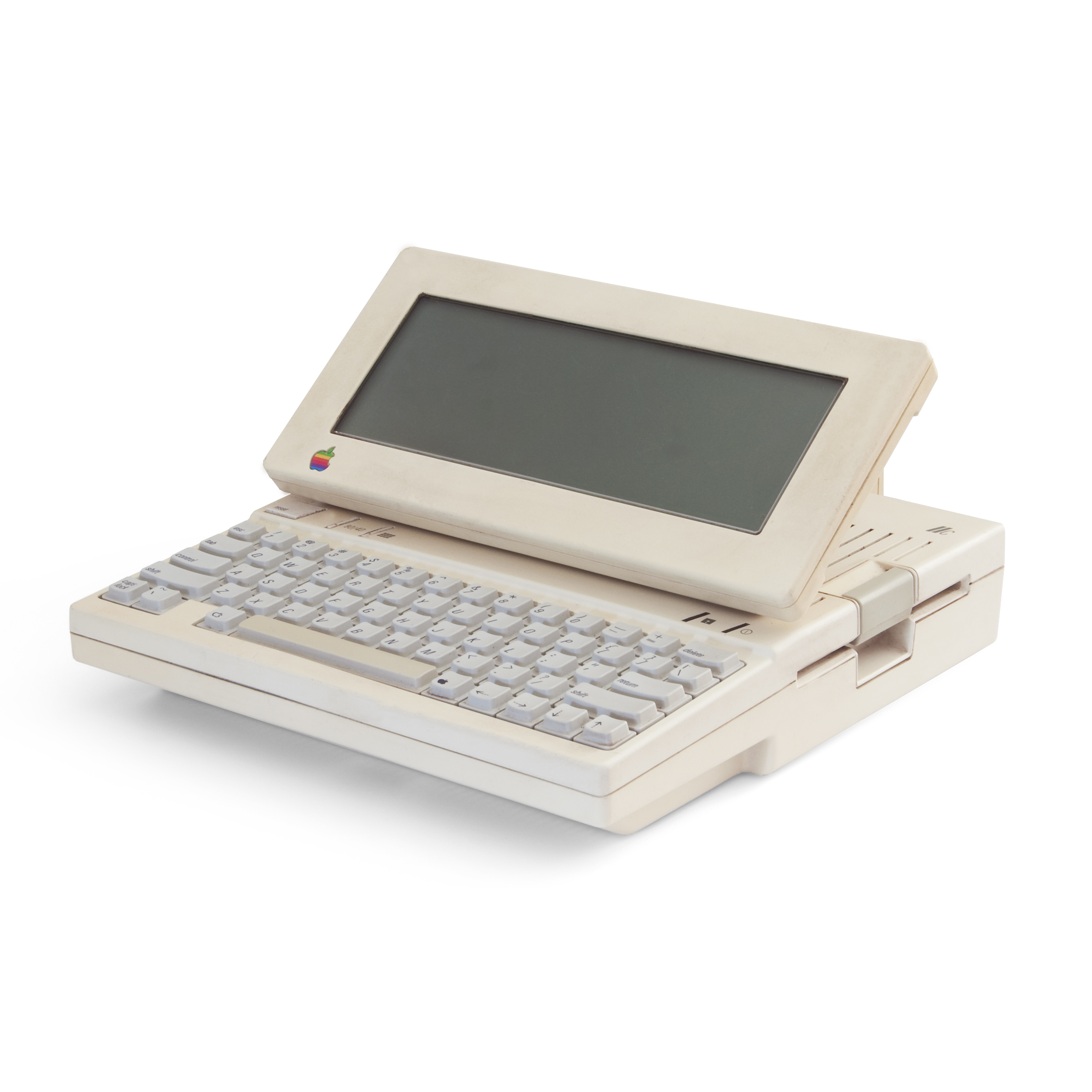
Un Apple IIc amb la Pantalla Plana LCD

En el moment del llançament d'Apple IIc, Apple va anunciar una pantalla LCD opcional en blanc i negre (d'un bit) dissenyada específicament per a l'Apple IIc anomenada pantalla LCD plana d'Apple, també compatible amb l'Apple IIc+. Tot i que va ser rebuda com un complement que feia el IIc més portàtil, era molt cara, anava connectada amb un cable i no estava integrada, apart de que tenia molt poc contrast (sense backlight).

## Cicle de vida de l'Apple II
Línia de temps dels models de la família Apple II